# Steven Crowder
Steven Blake Crowder (Grosse Pointe, 7 juli 1987) is een Amerikaans-Canadees conservatief politiek commentator, acteur en komiek. Hij is de gastheer van Louder with Crowder, een podcast die verslag doet over nieuws, popcultuur en politiek. De uitzendingen worden gestreamd op YouTube en het CRTV-kanaal.

## Carrière
Crowder is geboren in Grosse Pointe, Michigan, en opgegroeid in een Christelijk gezin in Greenfield Park, Quebec. In het begin van zijn carrière werkte hij als stemacteur voor het personage Alan Powers in de jeugdserie Arthur. Hij begon met stand-upcomedy op 15-jarige leeftijd. Hij acteerde in een aantal films, waaronder de rol van Doug Moore in de film To Save a Life (2009). Later werd hij een regelmatige gast als panellid in nieuwsprogramma's, waar hij voor het eerst verscheen op 21-jarige leeftijd.
Van 2009 tot 2013 werkte Crowder voor Fox News, maar hij verloor zijn contract na kritiek op Fox-presentator Sean Hannity in een radio-interview.
Crowder plaatst op zijn YouTube-kanaal opinieberichten, nieuwsvideo's en politieke satire. Zijn kanaal heeft in juli 2022 ruim 5,6 miljoen abonnees.

## Politieke activiteit
Sinds 2009 plaatst Crowder regelmatig satirische video's op politiek conservatieve media, zoals Pajamas Media en later op Andrew Breitbarts Big Hollywood. Crowder diende als ceremoniemeester op de Conservative Political Action Conference in 2011.

## Kwestie met YouTube
In juni 2019 kwam Crowder in het nieuws vanwege een opmerking over Vox-journalist Carlos Maza. Crowder zou naar verluidt homofobe en discriminerende opmerkingen jegens Maza hebben gemaakt. Maza twitterde hierover en zijn bericht ging vervolgens viral. Aanvankelijk gaf YouTube aan dat er geen regels worden overtreden en dat Crowders uitspraken onder de vrijheid van meningsuiting vallen. YouTube zei het volgende: "Meningen kunnen kwetsend zijn, maar als ze de regels niet overtreden, blijven ze op de site staan." Wanneer een video onderdeel is van een breder argument en niet specifiek gericht is op het pesten van een individu of groep wordt dit door YouTube niet gezien als haatdragend, omdat volgens hen in satire en zangteksten ook vaak grove taal wordt toegepast.
Na de nodige weerstand op Twitter besloot YouTube om Crowders advertentieinkomsten stop te zetten. Ook andere politiek rechtse kanalen niet gerelateerd aan de kwestie werden gedupeerd en verloren hun inkomsten.
Crowder reageerde op de situatie met het argument dat zijn show als politieke komedie is bedoeld. Ook zou YouTube zich richten op censuur van conservatieve kanalen om deze van het platform te weren. Maza's actie zou niet op Crowder gericht zijn, maar op meer censuur en beperking van meningsuiting voor onafhankelijke videomakers, iets wat Maza expliciet duidelijk maakte tijdens een interview.
Op 5 juni 2019 maakte YouTube bekend haar richtlijnen aan te zullen passen met betrekking tot het meer bestrijden en verwijderen van extremistische uitingen, waar eerder deze video's in beperkte stand wel konden blijven. YouTube schreef ook dat sommige controversiële video's alsnog blijven staan als deze onderdeel zijn van een bredere analyse.
Crowder lanceerde de hashtag #VoxAdpocalypse om te protesteren tegen het fenomeen dat een mediabedrijf als Vox druk kan uitoefenen om de regels te veranderen wie inkomsten mag ontvangen. De hashtag werd op Twitter trending op de eerste plek.

## Filmografie
| Jaar      | Film                       | Rol                      |
| --------- | -------------------------- | ------------------------ |
| 2000-2001 | Arthur                     | Alan Powers (stemacteur) |
| 2000      | Arthur's Perfect Christmas | Alan Powers (stemacteur) |
| 2001      | Two Summers                | vriend                   |
| 2004      | Arthur's Halloween         | Alan Powers (stemacteur) |
| 2005      | 3 Needles                  | winkelmanager            |
| 2006      | The Covenant               | feestkind                |
| 2007      | The Secret                 | jongen in klas           |
| 2008      | Bend & Break               | Blake                    |
| 2008      | The Velveteen Rabbit       | honkbalfigurant          |
| 2009      | To Save a Life             | Doug Moore               |
| 2017      | A YouTube Carol            | Ebenezer YouTube         |